# Pueraria
Pueraria é um género botânico pertencente à família Fabaceae.
Muito utilizado para cobertura e proteção do solo, nos plantios de Palmáceas.
1. ↑  «Pueraria — World Flora Online». www.worldfloraonline.org. Consultado em 19 de agosto de 2020